# Museu de Arte do Rio Grande do Sul Ado Malagoli
O Museu de Arte do Rio Grande do Sul Ado Malagoli (MARGS) é um museu brasileiro sediado em Porto Alegre, capital do estado do Rio Grande do Sul, pertencente ao governo estadual. Localiza-se na Praça da Alfândega, no Centro Histórico da cidade.
Instituído pelo governo do Rio Grande do Sul em 1954, sob a direção de Ado Malagoli, logo reuniu expressivo acervo e assumiu um papel de destaque no cenário artístico sulino, sendo um dos responsáveis pela consagração definitiva do Modernismo entre os gaúchos. Desde então, o MARGS vem aprimorando suas funções e afirmando sua posição no panorama museológico brasileiro como o maior e mais importante acervo público de arte gaúcha, montando mostras de reputados artistas locais e nacionais e recebendo importantes exposições do estrangeiro, mas sua trajetória é marcada por graves crises periódicas e muita polêmica.

## Histórico do prédio
O MARGS ocupa um prédio que foi construído para ser a sede da Delegacia Fiscal da Fazenda no estado. Para realização da obra, o governo federal abriu uma concorrência pública em 1912, cujo único inscrito foi a empresa de engenharia de Rudolph Ahrons, apresentando um projeto luxuoso orçado em cerca de 800 contos de réis. Contudo, o então Ministro da Fazenda, Francisco Sales, considerou que Porto Alegre não necessitava de um palácio para a instalação de uma mera repartição pública, e anulou a concorrência alegando custo exorbitante.
Assim o ministro delegou a um subordinado seu a criação de um projeto alternativo muito simples, um barracão à semelhança de uma residência de família remediada. Para a construção desta planta Ahrons voltou a concorrer, com uma oferta bem mais barata, que só não foi levada a cabo pela providencial saída de Sales do ministério. Em seu lugar assumiu Rivadávia Correia, um positivista gaúcho. Um de seus primeiros atos foi propor a Ahrons a anulação do contrato para construção do barracão, o que foi aceito, e a obra que foi realizada seguiu o primeiro projeto apresentado pelo engenheiro, mas agora orçado em 1:250:000$000 (um mil e duzentos e cinqüenta contos de réis).

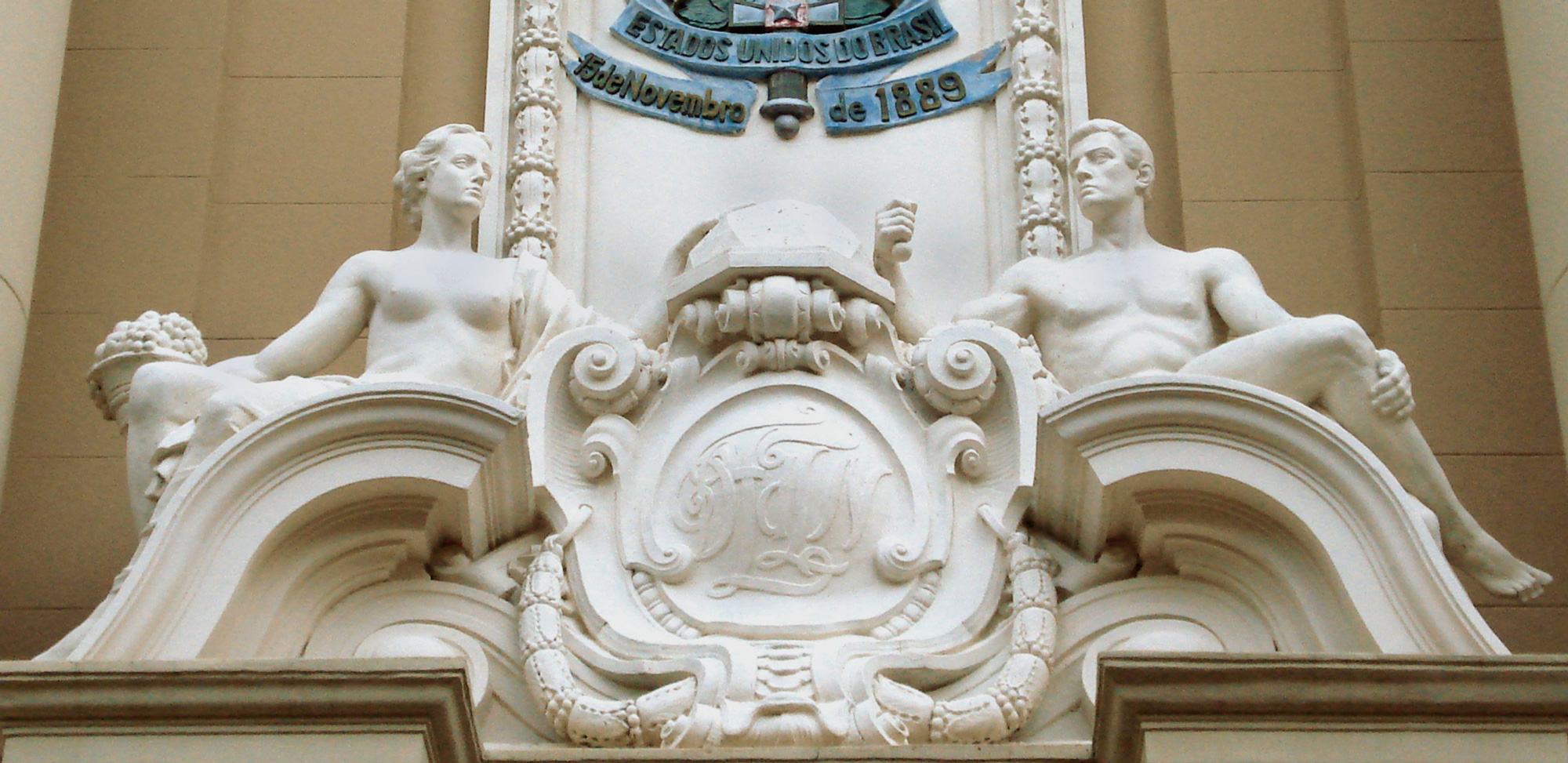
As estátuas de Ceres e Hermes no frontispício, de Alfred Adloff

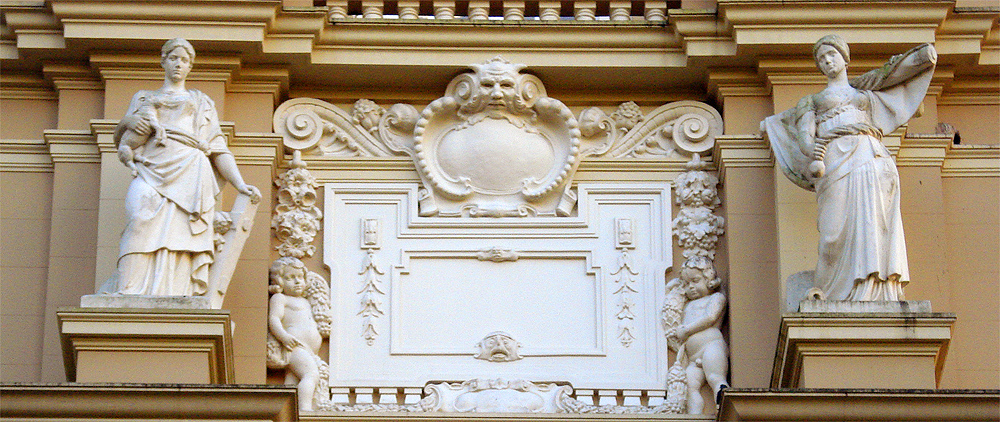
Detalhe da fachada com as estátuas alegóricas da Pecuária e da Navegação

As obras finalmente foram iniciadas em 1 de setembro de 1913, empregando 300 operários, com decoração interna e externa a cargo da oficina de João Vicente Friedrichs, incluindo a participação de Franz Radermacher, Victorio Livi e Alfred Adloff, sendo este último o autor de todas as esculturas da fachada e do interior. Os trabalhos foram concluídos quase em totalidade em março de 1914, faltando apenas a instalação das cúpulas de bronze, encomendadas à Alemanha mas não entregues por terem sido confiscadas pelo governo alemão para uso do material na fundição de canhões. O prédio ficou sem cobertura nos torreões até 1922.
O projeto arquitetônico do edifício é de autoria do alemão radicado em Porto Alegre, Theodor Wiederspahn, o mais destacado arquiteto que atuou na cidade nas primeiras décadas do século XX. Destaca-se entre os elementos da fachada o conjunto estatuário do frontispício, com as figuras reclinadas de Ceres (figurando a Agricultura) e Hermes (simbolizando o Comércio), sob um grande brasão da República. No terceiro piso, na base dos torreões, existem estátuas alegóricas da Indústria, da Pecuária, da Navegação e da Arquitetura. Esses elementos colocam o MARGS como um dos prédios mais exemplificativos da escultura fachadista porto-alegrense (período 1900-1928), fenômeno presente em outros edifício projetados por Wiederspahn. No interior, o saguão e o salão principal são decorados com mármore branco, ladrilhos em motivos geométricos no piso, estuques em relevo no teto e azulejos coloridos nas paredes, alguns dos quais com rostos e figuras em relevo. Também existe um grande vitral sobre o salão principal e trabalho de talha em madeira nas portas e outras aberturas. Os outros ambientes internos, originalmente ocupados pelos escritórios da Delegacia Fiscal, não possuem decoração significativa.
O prédio só passou a ser usado como museu em 1978, e foi incluído no rol de bens imóveis tombados pelos Instituto do Patrimônio Histórico e Artístico Nacional (IPHAN) e Estadual (IPHAE), respectivamente em 1981 e 1985. No fim dos anos 90 foi completamente restaurado e suas instalações foram adaptadas para fazer dele um museu de acordo com as convenções museológicas contemporâneas e capaz de receber mostras de nível internacional, ainda que suas dimensões sejam relativamente modestas.
Na enchente de maio de 2024 no Rio Grande do Sul, o MARGS teve seu térreo completamente inundado, com a água atingindo até 2m de altura em seu interior. Foi preciso investir R$ 5,6 milhões para recuperar o museu, que reabriu após sete meses, em dezembro.
Atualmente a ocupação dos espaços é a seguinte:
- Térreo – saguão, Direção, núcleos administrativos, AAMARGS, reserva técnica, sala de montagem, cozinha e oficina. Com entrada pelo exterior do prédio também existe um restaurante.
- Primeiro piso – três salas de exposição, uma copa, um café e uma arte-loja.
- Segundo piso – cinco salas de exposição, uma copa, dois auditórios e o Núcleo de Documentação e Pesquisa, com sua biblioteca.
- Terceiro piso – terraço aberto, com os torreões dos laboratórios de restauro e das oficinas de arte.

## A instituição

### Estrutura administrativa

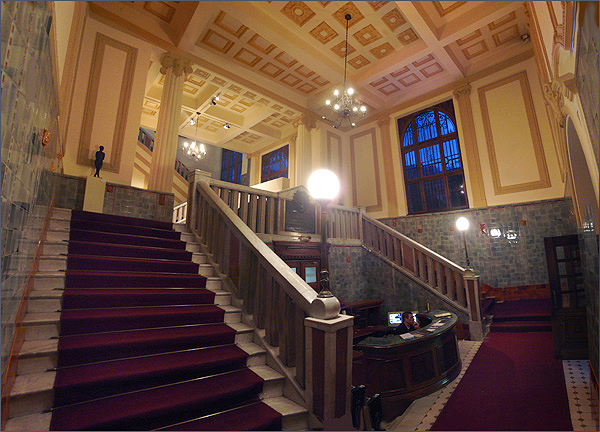
Saguão

- Direção, a instância superior deliberativa, executiva e representativa do museu.
- Núcleo Administrativo, responsável pela manutenção da infraestrutura do prédio, gerenciamento de pessoal, organização geral do funcionamento do MARGS e assessoria à Direção em contatos externos.
- Núcleo de Curadoria, que concebe e produz as exposições do museu, gerencia a produção e montagem de exposições de artistas convidados e mostras do acervo próprio do MARGS.
- Núcleo de Comunicação, responsável pela produção de textos de divulgação e pela edição de livros, bem como intermedia as relações do museu com a mídia e o público.
- Núcleo Educativo, que organiza atividades voltadas para o público em geral, como as visitas de grupos e as palestras e atividades dos auditórios, além de oferecer cursos e oficinas de arte diversas.
- Núcleo de Documentação e Pesquisa, que registra a trajetória do MARGS e é constituído pela biblioteca especializada em artes visuais, com mais de três mil títulos, e pelo setor de documentação propriamente dito, que mantém uma hemeroteca e mais de um mil e 800 dossiês de artistas plásticos, além de colecionar e catalogar acervos especiais, publicações culturais, catálogos de exposições e material publicitário sobre as atividades realizadas desde 1955.
- Núcleo de Restauro, responsável pelos trabalhos de conservação preventiva e restauro das obras do acervo, bem como elabora e gerencia projetos de conservação e restauro em parceria com outras instituições museais do estado e fornece assessoria a diversos órgãos do Estado relativos a assuntos de sua área.
- Núcleo de Acervo, responsável pela guarda, documentação e catalogação das obras tombadas, administra também a Reserva Técnica e fornece assessoria à Direção a respeito de projetos de expansão do acervo.

#### AAMARGS
A Associação dos Amigos do MARGS (AAMARGS), criada em 1982, colabora decisivamente para o sucesso das atividades do museu, intermediando parcerias e projetos, doando obras, administrando recursos captados, e seus membros têm sido valiosos auxiliares na orientação do público visitante através do grupo de voluntários.

#### Serviços
O MARGS, além de suas exposições de acervo e de convidados, oferece ainda cursos, palestras e seminários teóricos sobre arte, cursos e oficinas práticos diversos, visitas guiadas mediante agendamento prévio, e dispõe de dois auditórios, uma arte-loja, um café e um pequeno restaurante.

### Histórico

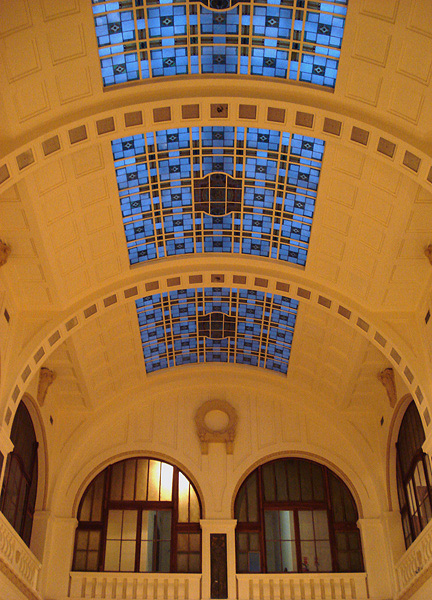
Vitral sobre o salão principal

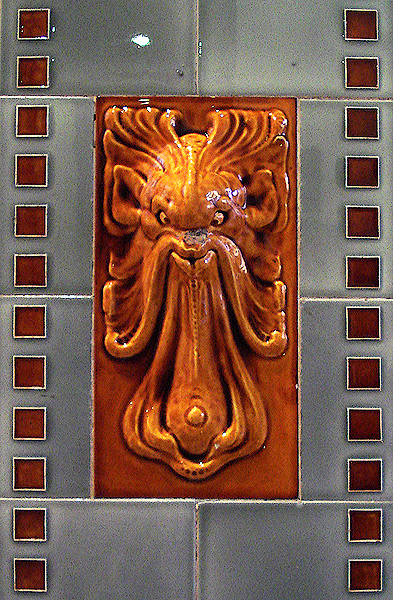
Azulejo decorativo do saguão

O MARGS é uma instituição subordinada à Secretaria de Estado da Cultura. Ao contrário de outros museus, que são fundados quando já existe uma coleção reunida à espera de organização e institucionalização, o MARGS foi criado em 1954 (decreto n° 5065) sem qualquer acervo ou sede própria, numa iniciativa ousada do então Secretário de Cultura do RS José Mariano de Freitas Beck. Era preciso ainda um nome para administrar o projeto, e a escolha recaiu sobre Ado Malagoli, um pintor laureado que felizmente possuía também os talentos indispensáveis de organizador e agitador cultural, além da bagagem de uma sólida formação intelectual e acadêmica. A iniciativa espelhou a criação de outras instituições culturais semelhantes no Brasil, como o Museu de Arte de São Paulo (MASP), em 1947; o Museu de Arte Moderna de São Paulo (MAM-SP), em 1948; e o Museu de Arte Moderna do Rio de Janeiro (MAM-RJ), em 1952.
O MARGS surgiu como um dos primeiros projetos museológicos de importância e abrangência estadual. Na época de sua criação o único museu de relevo na cidade e no estado era o Museu Júlio de Castilhos, cujo perfil é mais histórico do que artístico. A orientação imprimida por Malagoli tinha um claro propósito de atualizar o circuito artístico local através da constituição de um acervo composto por prioridades regionais e nacionais que incluíam artistas contemporâneos. Segundo a pesquisadora Marilene Burtet Pieta, este papel atualizador tornou-se patente ainda mais pelas primeiras exposições temporárias apresentadas, que discutiam a modernidade no Brasil, as novas possibilidades de expressão, resgatavam áreas negligenciadas como os primitivos e a arte sacra, introduziam a internacionalidade, e através de seus ciclos de palestras, que dentre outros temas abordavam o colecionismo, a legitimação das vanguardas, e o sistema institucional de arte no estado.
Primeiramente o museu foi instalado no foyer do Theatro São Pedro, e a primeira exposição realizada pela instituição, intitulada Arte Brasileira Contemporânea, ocorreu em 1955, sendo montada na Casa das Molduras. Em 1958 abriu uma exposição de Cândido Portinari, que atraiu grande público e serviu para consolidar a presença do MARGS no circuito de arte local.
A partir da década de 1970 a instituição passou a documentar sistematicamente as suas atividades, e iniciou a publicação de um Boletim Informativo, além de se mudar para sua sede atual. Na década de 1980 o museu ganhou mais visibilidade, recebeu melhorias na sua estrutura e instalações, e realizou exposições de impacto, como o Salão Caminhos do Desenho Brasileiro, além de editar vários livros sobre artistas locais importantes. Também nesta década se fundou a Associação dos Amigos do MARGS.
Com o restauro completo por que passou o prédio nos anos 90, recuperando toda sua infraestrutura e recebendo climatização e equipamentos expositivos modernos, o MARGS pôde enfim alavancar uma rápida expansão de suas atividades e projetar-se definitivamente no cenário museológico nacional e mesmo internacional. Nesta época o Núcleo de Restauro foi completamente aparelhado, passando a contar com uma restauradora permanente, tornando o museu independente também neste campo.
Sendo já desde sua fundação um agente decisivo na dinamização do circuito cultural gaúcho, nos últimos anos o museu tem trazido a Porto Alegre exposições de grande importância, como as tapeçarias do Petit Palais de Paris, um grupo de esculturas de Auguste Rodin, uma seleção de peças fin-de-siècle do Museu d'Orsay, obras renascentistas dos Uffizi, uma esplêndida coleção de pinturas do Museu Nacional de Belas Artes, parte da Coleção Gilberto Chateaubriand do Museu de Arte Moderna do Rio de Janeiro, e a série completa de gravuras de Goya da Coleção Caixanova, da Espanha, e muitas outras. Também tem abrigado seções especiais da Bienal do Mercosul em todas as suas edições.
Durante muitos anos, em virtude de convênio firmado entre o Estado do Rio Grande do Sul e a Prefeitura Municipal de Porto Alegre, o MARGS abrigou as duas pinacotecas municipais em seu depósito, e tinha a permissão de usar as obras para enriquecer as mostras do museu. Hoje estas importantes coleções já estão novamente sob a guarda do município no Paço Municipal.

### Dificuldades históricas e controvérsias recentes
Em que pese sua grande influência no contexto artístico estadual, este papel destacado esteve periodicamente ameaçado por profundas crises internas. No tempo de sua fundação, e até 1978, sem sede própria e sem espaços adequados de guarda e conservação do acervo, muitas peças foram danificadas ou roubadas. Antônio Hohlfeldt, um de seus diretores naquela fase, recorda o contexto difícil:
"A primeira sede do Museu era precaríssima. Na verdade, na época em que assumi sua direção, ele se somava ao Theatro São Pedro. Era um depósito, mais que qualquer outra coisa. Tinha algum acervo, mal guardado e mal conservado. O medo de que o prédio incendiasse era a preocupação de todos os dias, durante o curto período em que administrei a instituição, muito mais porque estava no teatro do que por ela mesma, diga-se de passagem. Com todo o cupim que tinha, o madeirame velho, a fiação era um risco constante, e a gente morria de medo que, durante a noite, acontecesse um curto-circuito e se queimasse tudo".
A mudança do museu para uma sobreloja alugada no Edifício Paraguay na avenida Salgado Filho foi uma necessidade quando o Theatro São Pedro, onde funcionava, passou por reformas, mas na nova sede também não havia uma estrutura museológica adequada, os funcionários eram poucos e em geral não tinham preparo específico. Carlos Petrucci lembra que o espaço era composto de "peças muito pequenas, repartições miúdas, que formavam um labirinto – não tinha um bom aspecto”, onde as obras permaneceram à mercê das variações do clima, do manuseio inadequado e do ataque de pragas, depositadas improvisadamente em áreas de serviço laterais mal vedadas e com teto de zinco, ou mesmo eram acumuladas atrás das portas pela extrema limitação do espaço.
Em 1978 finalmente o museu ganhou sua sede atual, o prédio da antiga Delegacia Fiscal da Fazenda, mas o edifício, construído no início do século XX. naquela altura estava bastante degradado. Para a instalação do museu foram feitas algumas reformas e adaptações, mas o contexto financeiro e funcional continuava deficitário. Apesar disso, direções dinâmicas implementaram várias melhorias nas práticas expositivas, as curadorias se aperfeiçoaram, tentou-se definir uma política de acervo e o quadro técnico foi incentivado a se qualificar. Refletindo a mudança de padrões, que acompanhava os avanços da museologia, que nesta época também passava por verdadeira revolução conceitual, o museu passou a ser centro de frequentes controvérsias. Chegando aos anos 90, os avanços da década anterior em grande parte se perderam em nova crise. O prédio histórico já estava em péssimas condições, com recorrentes problemas técnicos e estruturais, o acervo continuava sem receber tratamento adequado, o apoio estatal era mínimo e em certo período, como disse José Albano Wolkmer, diretor no início dos anos 90, o museu teve de funcionar com apenas sete funcionários.
Com o restauro prédio no final da década de 90, sob a direção do artista plástico e engenheiro civil Paulo Amaral,  o museu se adequou aos critérios museológicos atualizados internacionalmente, passando a contar com sistemas de controle de ar condicionado e de umidificação, quando criaram-se condições para o seu grande florescimento. Agora, com climatização completa, seus espaços estavam equipados, a Reserva Técnica foi reestruturada e equipada com teleiros móveis, estantes e mapotecas, e no apagar das luzes do século XX o museu entrava em uma nova etapa de funcionamento.
A administração de Fábio Coutinho, aproveitando as condições de infra-estrutura aprimoradas, e um contexto político favorável, introduziu uma nova atualização nas práticas museológicas, atraiu importantes patrocinadores, criou e equipou o Núcleo de Restauro, renovou o quadro de pessoal, deu grande atenção ao acervo e realizou exposições de grande relevo, tornando o MARGS uma referência nacional. As duas administrações seguintes tentaram dar seguimento a um programa qualificado, mas a conjuntura já era, mais uma vez, desfavorável, e o final da gestão de Cézar Prestes, que acumulou as funções de diretor do IEAVI, do MACRS e do MARGS, além de em 2010 ser nomeado secretário estadual da cultura, se viu engolfada em uma outra crise de grandes proporções, que chegou a desestruturar o funcionamento de vários setores do museu. Como observou a pesquisadora Paula Ramos, "sob o governo de Yeda Crusius (PSDB), um enxugamento sem precedentes foi implantado em vários órgãos públicos, e o segmento da cultura, como era de se esperar, foi dos mais afetados".
Em sua gestão, Gaudêncio Fidelis, associado a José Francisco Alves (Chico Alves), que nomeou como curador-chefe, ambos com experiência museológica anterior (Fidelis foi fundador e diretor do MACRS e Alves, diretor do MACRS), propôs em sua posse uma nova revolução na atuação do MARGS, pretendendo reerguê-lo e qualificar novamente suas atividades e corpo funcional, objetivando equiparar-se aos grandes museus internacionais. Também criou um Núcleo de Curadoria e introduziu conceitos de vanguarda nas atividades expositivas e curatoriais. Suas atividades recebem ampla divulgação na imprensa local, mas têm, no entanto, despertado forte controvérsia em uma multiplicidade de aspectos. Começando pelos aspectos de conservação, o museu nesta gestão passou por severas dificuldades estruturais, chegando a enfrentar um ano inteiro sem climatização, o que afetou as obras e também gerava desconforto no público. O próprio diretor reconheceu que o MARGS se aproximava de um colapso.
A gestão Fidelis foi criticada fortemente em um extenso artigo pelo ex-coordenador do acervo, Ricardo Frantz, alegando que surgiram situações em que se criou conflito de interesse, que normas técnicas foram ignoradas em prejuízo da conservação do acervo, e que foram feitas em público muitas declarações falsas e enganosas, ocultando conquistas anteriores para a sua gestão surgir como pioneira em vários aspectos. Frantz também apontou inúmeras inconsistências e erros técnicos em suas políticas e em suas práticas museológicas, dizendo que o acervo está sendo ampliado acelerada e indevidamente com obras contemporâneas não prioritárias, quando há áreas históricas fundamentais cronicamente negligenciadas, e considerou que tanto o modelo curatorial/expositivo adotado quanto as políticas gerais não atendem à vocação natural do museu, que é protegida por lei, e não são adequadas às atividades de uma instituição pública de perfil histórico e com função educativa inata, sendo regida por legislação especial e sujeita a convenções nacionais e internacionais adotadas oficialmente pelo Brasil. O modelo de curadorias que foi introduzido têm por si mesmo sido objeto de intenso debate nos meios artísticos e acadêmicos locais, encontrando-se opiniões extremadas. Rafael Costa escreveu em nome do Centro Acadêmico Tasso Correa do Instituto de Artes da UFRGS uma outra crítica contundente, considerando que as atividades expositivas do museu, caracterizadas pelo experimentalismo, não atendem ao seu perfil histórico e não são educativas, dizendo mesmo que nos bastidores dos círculos acadêmicos da capital são motivo de piadas. José Luiz do Amaral, crítico e professor de arte, ex-diretor do IEAVI e ex-curador do MARGS, foi da mesma opinião, e assim viu as atividades desenvolvidas em sua passagem pelo MARGS:
"Em um verdadeiro festival de besteiras tem-se constituído o que vem sendo apresentado pelo MARGS, o Museu de Arte do Rio Grande do Sul, nos últimos tempos. Seria cômico, não fosse lamentável ver como o dinheiro público vai sendo usado para a promoção de encenações esdrúxulas a que faltam tanto a inspiração quanto o embasamento cultural. Um festival de bobagens com que nos são propostas metáforas primárias, encenações claudicantes e associações fáceis entre exterioridades que pouco ou nada tem a ver com os elementos constitutivos da obra de arte e da história da produção artística. É, por certo, de lastimar ver uma instituição destinada à guarda, à pesquisa e à produção de conhecimento relacionado com a arte transformar-se em palco de espetáculos inconsistentes, urdidos como feiras de curiosidades que não cessam de girar em torno a uma desgastada obsessão vanguardista. Obsessão que não tem produzido senão a amostragem de alucinações embaladas pela ânsia da originalidade sempre proclamada pelo repetitivo ‘nunca antes’ ".
"Inventar exposições como quem movimenta um parque de diversões e nelas investir os recursos oriundos dos aluguéis e da Associação de Amigos, agora se percebe, não foi uma boa escolha de prioridades, quando o resto da casa se deteriorava".

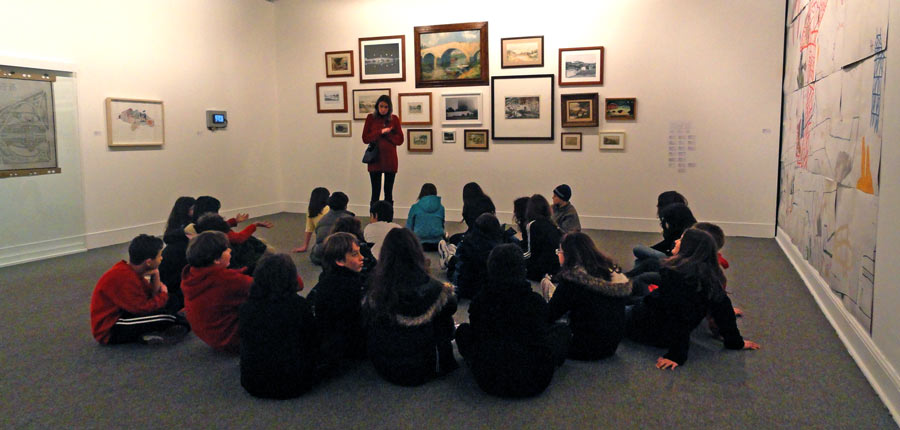
Visita dirigida de escolares a uma exposição, 2011

Os pesquisadores Emerson Gomes de Oliveira, Bianca Knaak e Neiva Bohns, por sua vez, no geral entendem a proposta curatorial como um desafio a ser encarado positivamente, que propõe expandir de forma inovadora a concepção de museografia e oferecer uma alternativa para a leitura tradicional dos acervos museológicos, trazendo novas questões para o debate e deixando amplo espaço para a participação do público no estabelecimento de significados. Porém, é característico que mesmo esses críticos reconhecem a proposta atual como controversa, criando tensões conceituais e técnicas não resolvidas. A opinião de Knaak, quem mais longamente se deteve na análise da atuação curatorial do MARGS, ainda que considere as exposições "capazes de instaurar referências fecundas para a produção artística contemporânea e a visibilidade das obras do acervo", explicita este dualismo:
"Seguindo um projeto institucional que se quer politicamente redentor de deslizes colonialistas na formação desse acervo e na valorização de certos gêneros e modelos, a atual gestão do MARGS afirma que pretende transformar o acervo em protagonista e narrador do museu, investindo na recuperação e ampliação de seu status artístico, cultural e simbólico, bem como na exibição contínua de suas obras. Mas, considerando-se a repercussão divergente junto à imprensa, ao grande público, à academia e a chamada crítica especializada, observa-se que essas curadorias, mesmo que se pretendam inclusivas, propositivas e performativas, com temáticas de exploração diacrônica, ainda não podem ser mensuradas conforme seus efeitos promocionais no circuito artístico local. [...] A ênfase é sempre o arcabouço temático que organiza as exposições e os argumentos engajam-se mais nas pré-disposições sociopolíticas da instituição do que nas condições de recepção e produção de conhecimento sobre as obras em cada novo arranjo espacial do acervo. Declaradamente, esse discurso evita destacar o que chama de individualidades, como a primazia ou a relevância artística de algumas obras, e até mesmo a especificidade de outras na trajetória de determinados artistas. Expediente que, evidentemente, não é suficiente para a revisão da história, das ideologias e da crítica de arte que são contíguas à instituição museal e incontornáveis também nas exposições de arte".
A direção chegou a envolver-se em um escândalo público em 2013 num evento conjunto com a Bienal do Mercosul, quando foi acusada de irregularidades éticas e técnicas, alegadamente praticando assédio moral, perseguindo seus desafetos até fora do museu e pondo obras em risco, numa controvérsia que provocou a demissão da chefe dos mediadores, uma greve dos mediadores, e, como narrou o jornalista Políbio Braga, exigiu atenção do governador do estado. O caso repercutiu também em blogs e nas redes sociais da internet, e Braga acrescentou: "Em protesto, grupos de ativistas que apreciam o MARGS resolveram fazer um piquenique na tarde desta sexta-feira no mesmo local. Para isto resolveram 'armar um plano de guerrilha', tentando 'enganar e peitar os seguranças', segundo as notas postadas esta manhã no Facebook. O movimento teria o apoio dos servidores do próprio governo, inconformados com a atual gestão e com o uso do espaço do museu para jantares à luz de velas". O Coletivo Autônomo de Mediadores divulgou em seu site uma carta aberta em protesto, e José Luiz do Amaral comentou no Facebook na ocasião: "Não se trata de um fato isolado mas de uma longa sequência de desrespeitos ao patrimônio e de atitudes autoritárias e mesquinhas".
Na avaliação de Frantz, que trabalhou por mais de quinze anos na instituição, a situação recente é a continuidade de um longo processo histórico e cultural cronicamente distorcido, primeiro pela quase invariável supremacia da política e do amadorismo sobre a ciência e a técnica que são a base da museologia, a ponto de até hoje, com 60 anos de história, o museu jamais ter consagrado uma política museológica geral ou uma política oficial de acervo como manda a legislação, e pelo entendimento equivocado de um museu público como equivalente a uma galeria de arte privada, opinião que em parte encontra eco na da pesquisadora Bruna Fetter, fazendo um balanço da história de polêmicas do museu:
"As principais críticas direcionadas a essa instituição dizem respeito ao fato de ser comumente utilizada como canal para o 'empreguismo', e da 'diretoria não se esforçar' para propor um calendário significativo de atividades e mostras, sendo a inconstância de atividades usualmente atribuída ao caráter político vinculado à gestão do museu. Sendo uma instituição de natureza pública, seu quadro de funcionários e rumos se alteram conforme as mudanças no governo estadual. Seus diretores não necessariamente possuem formação ou atuação na área artística, e mesmo o Conselho Curatorial do museu já passou por severas transformações dependendo de quem está ocupando o cargo de diretor".

## O acervo

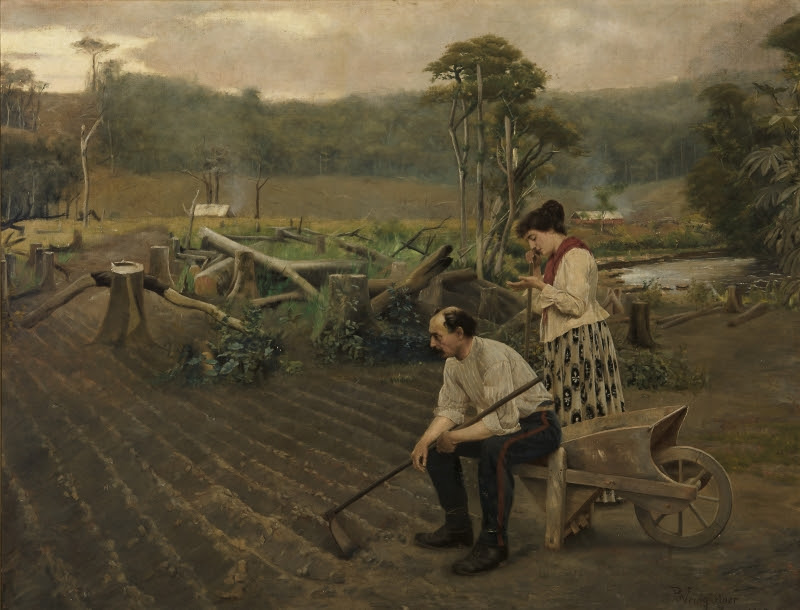
Pedro Weingärtner: Tempora mutantur, óleo sobre tela, 1898

Logo após a criação do MARGS, em 1954, e contando com apoio financeiro e institucional do governo do estado, Malagoli empenhou-se em dotar o museu de um núcleo inicial de obras de alta qualidade. Como os vários órgãos estatais possuíam na época algumas peças importantes, parte deste acervo foi incorporado ao MARGS. Da Biblioteca Pública veio um pequeno lote onde se incluíam obras de Pedro Weingärtner, Ângelo Guido e Leopoldo Gotuzzo, e o próprio Palácio Piratini cedeu outro, de que fazia parte a peça individual talvez mais importante do MARGS, a grande Composição de Di Cavalcanti, representando a cena da Lamentação sobre o Cristo Morto.
Com a provisão de verbas de que dispunha, Malagoli pôde ainda escolher com cuidado e comprar uma série de outros itens. A primeira peça adquirida foi a maquete do Gaúcho que Vasco Prado realizou para o concurso para um monumento público onde venceu Antônio Caringi, com o seu hoje famoso Laçador. Mais tarde, em São Paulo, adquiriu uma coleção que incluía a Dama de branco, de Arthur Timótheo da Costa, hoje uma das obras mais apreciadas pelos visitantes, além de peças de Henrique Bernardelli, Cândido Portinari, Pedro Alexandrino, Eliseu Visconti e outros ícones da pintura brasileira. Também conseguiu as até hoje melhores peças de pintura estrangeira do MARGS, como A empregadinha, de Joseph Bail, A creche, de Jean Geoffroy, e Baile em Pont l’Abbé, de Lucien Simon.
Depois da saída de Malagoli a subvenção oficial para aquisições diminuiu de forma drástica, até quase cessar por completo, e o acervo do MARGS passou a crescer praticamente só através de doações. Passado o ímpeto inicial, sobreveio uma fase de quase estagnação, e em toda a década de 1960 apenas cerca de 70 novas obras entraram para a coleção.

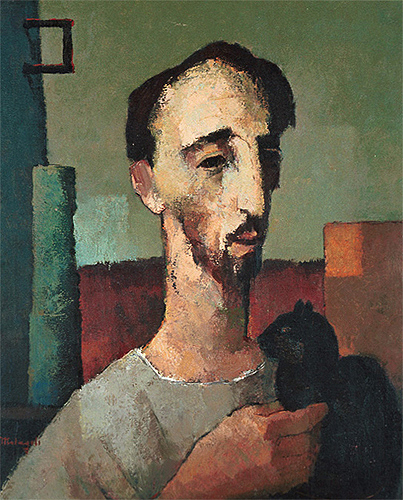
Ado Malagoli: O gato preto, óleo sobre tela, 1954

A situação mudaria radicalmente em meados da década seguinte, quando de forma bastante explosiva e indiscriminada foram aceitas centenas doações em poucos anos. Uma apreciação retrospectiva aponta inconsistências no conjunto do grande grupo de obras que entrou nesta época até meados dos anos 80, com sensível diminuição na qualidade geral em comparação com a fase inaugural, um dos problemas mais comuns e também mais graves enfrentados por qualquer coleção que é ampliada através de recepção passiva e que não busca ativamente as obras de que precisa. Entretanto, são de destacar algumas peças muito boas que foram doadas à coleção neste intervalo, como o Retrato de Dona Maria de Lourdes Pires da Rocha, de Guignard, o Nu com luva de João Fahrion, a Canção do cerrado de Concessa Colaço, as Epidermic scapes de Vera Chaves Barcellos e a Mãe carinhosa de Vasco Prado. De aquisições notáveis houve uma tela de Manabu Mabe, outra de Jacinto Moraes e o Anastácio, escultura de Guma, e alguns outros itens. E do Palácio Piratini, num segundo momento de transferências, foi enviado o Tempora mutantur, de Pedro Weingärtner, uma das suas obras mais impactantes e talvez a melhor pintura gaúcha que o MARGS possui.
Nos anos 80 a seqüência de doações numerosas continuou, embora em um ritmo mais criterioso, trazendo um bom número de obras de valor, e algumas iniciativas dos gestores da época merecem lembrança, como o Projeto Releitura, dedicado à realização de interpretações livres de obras do acervo por artistas convidados, que resultou em algumas peças bem interessantes, como a pintura de Karin Lambrecht a partir de A Creche, de Geoffroy. E na esteira do Salão Caminhos do Desenho Brasileiro, que marcou época na cidade, ficaram muitas outras obras de grande qualidade, como as de Esther Grinspum, Victor Arruda, Isaura Pena, Mônica Sartori, Darel e diversas mais. Também nos anos 80 foi iniciado o primeiro projeto de estudo acadêmico e categorização da coleção, conduzido pela pesquisadora Icleia Borsa Cattani: o Projeto Análise Formal do Acervo, infelizmente descontinuado antes de ser concluído.

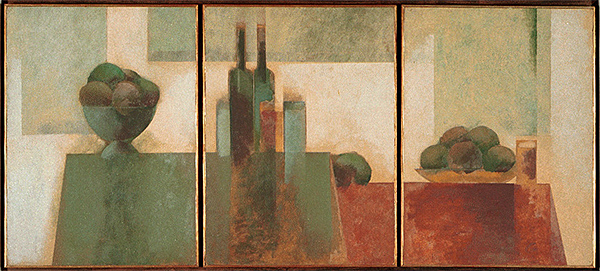
Carlos Scliar: Natureza morta, têmpera sobre tela, 1960.

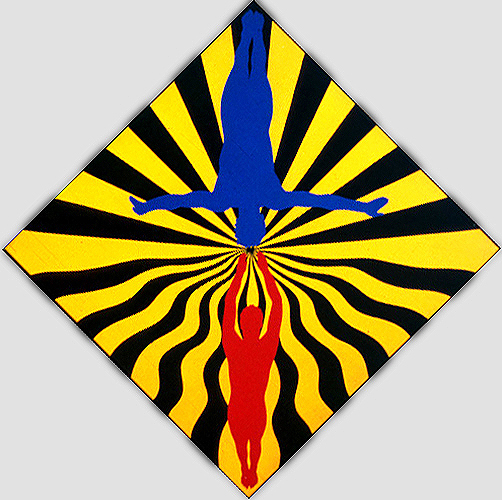
Milton Kurtz: Quasi contacto, acrílico sobre tela, 1989

Na década de 1990 a AAMARGS doou um pequeno mas muito expressivo grupo de obras, onde se incluem peças de Milton Kurtz, Mário Röhnelt, Britto Velho e alguns outros gaúchos de nomeada, e artistas como Iberê Camargo, Carlos Scliar, Anico Herskovits e Maria Tomaselli contemplaram o MARGS com grande número de exemplares de sua autoria. Ainda que diversas peças de ótima qualidade tenham enriquecido significativamente a coleção do museu, mesmo nessa época as evidências indicam que ainda não havia uma política de acervo definida, e as novas incorporações continuaram a se dar sem uma direção de fato consistente. No final da década os critérios se tornaram mais rigorosos através da participação mais efetiva de um Conselho Consultivo formado por professores, artistas e críticos, e começou se tornar cada vez mais óbvia e urgente a necessidade de se esclarecer de uma vez que tipo de museu o MARGS era e o que deveria se tornar, direcionando os esforços para expansão em uma linha lógica, com uma visão projetiva de longo prazo que sobrevivesse à mudança periódica dos administradores, e buscando tornar o conjunto de obras cada vez mais orgânico, equilibrado e coeso.
Como resultado deste primeiro esforço de auto-definição e aprimoramento em bases mais científicas, entre 2001 e 2002 o acervo do MARGS experimentou um outro grande momento de expansão, quando algumas empresas dedicadas ao mecenato financiaram o Projeto Aquisição, especificamente concebido para o preenchimento de lacunas na seção de fundadores da arte gaúcha. Dos autores que foram adquiridos, e que não existiam antes no acervo, ou só eram representados por peças menores, contam-se Guilherme Litran, Maristany de Trias, Gustav Epstein, Augusto Luís de Freitas e Antonio Caringi. Também em anos recentes alguns colecionadores privados, instituições e artistas cederam excelentes coleções de obras de Yolanda Mohalyi, Francisco Stockinger, Vasco Prado, José Lutzenberger, Angelina Agostini e Carlos Alberto Petrucci, além de outras peças isoladas de ótima qualidade.
Hoje o acervo do MARGS possui mais de 2.650 obras tombadas, com predominância de arte gaúcha da segunda metade do século XX, embora a arte nacional e internacional também estejam presentes. A Reserva Técnica, onde são depositadas as obras quando não estão em exposição, está instalada no antigo cofre da Delegacia Fiscal, tendo sido adequada para preservação de acervos mistos, dispondo de controle ambiental constante e outros equipamentos.

### Obras em papel
A maior parte da coleção do MARGS se constitui de obras cujo suporte é o papel, e destas a maioria são gravuras, as quais cobrem praticamente toda a história das artes gráficas no estado. São de importância superior as obras da década de 1950 de integrantes do Grupo de Bagé e do Clube de Gravura de Porto Alegre, que revolucionaram a arte gráfica gaúcha com sua temática social e regionalmente engajada, apresentadas em um figurativismo expressivo, com técnica primorosa e muitas vezes grande pathos, criando uma verdadeira escola. Participaram deste movimento Vasco Prado, Glênio Bianchetti, Danúbio Gonçalves e alguns outros, todos bem representados. São dignas de nota ainda as extensas coleções de gravuras de Francisco Stockinger, Carlos Scliar, Iberê Camargo e Maria Tomaselli Cirne Lima. Outros nomes importantes são Henrique Leo Fuhro, Maria Lúcia Cattani, Maristela Salvatori, Anico Herskovits e Armando Almeida.
O acervo inclui ainda uma excelente coleção de obras contemporâneas brasileiras, com peças de Gilvan Samico, Renina Katz, Maciej Babinski, Arthur Luiz Piza, Fayga Ostrower, Marcelo Grassmann, Oswaldo Goeldi e muitos outros mestres, e uns poucos mas finos exemplares estrangeiros, incluindo itens de Renoir, Manet e Millet, e um bom conjunto de gravuras do Club de Grabado de Montevideo.
Também são representadas outras técnicas que utilizam o papel por suporte, como a aquarela, o guache, onde merece menção especial a numerosa e fascinante coleção de peças de Ernest Zeuner, e o desenho, onde novamente a coleção é muito significativa, e abrange especial, mas não exclusivamente, a produção local contemporânea, nela primando Carlos Pasquetti, José Lutzenberger, Alfredo Nicolaiewsky, Mário Röhnelt, Edgar Koetz e novamente Iberê Camargo, além de vários outros nomes nacionais como Yolanda Mohalyi, Esther Grinspum, Darel Valença Lins e Angelina Agostini.

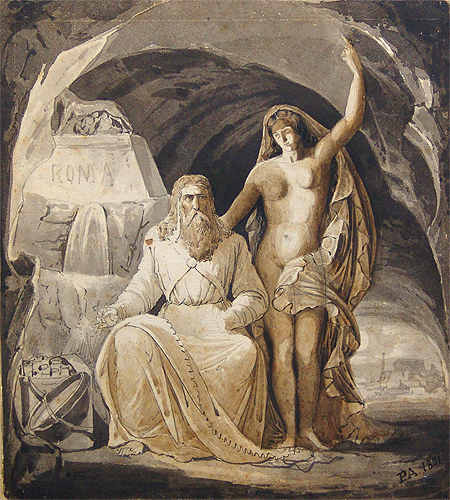
Manuel de Araújo Porto-alegre: Estudo para painel decorativo, aquarela e nanquim, 1851
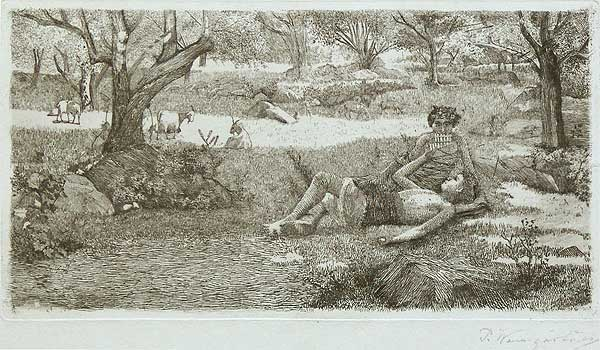
Pedro Weingärtner: Cena antiga, gravura em metal, sem data

### Pintura
A seção de pintura é a segunda em número de obras, mas iguala-se à coleção em papel em importância. Privilegia o grupo dos precursores desta técnica no Rio Grande do Sul, desde sua primeira maturação importante em Pedro Weingärtner, incluindo a primeira e segunda geração de mestres que lecionaram no Instituto de Belas Artes, como Oscar Boeira, Ângelo Guido, João Fahrion, Libindo Ferrás, Luiz Maristany de Trias, Francis Pelichek e Ado Malagoli, e sem deixar de lado Leopoldo Gotuzzo, Joel Amaral, Gastão Hofstetter e outros independentes que contribuíram para o desenvolvimento da pintura local. Por fim chega-se à produção gaúcha contemporânea, onde se destacam nomes como Iberê Camargo, Karin Lambrecht, Alfredo Nicolaiewsky, Milton Kurtz, Alice Brueggemann, Carlos Alberto Petrucci e Mário Röhnelt.
Entre os pintores brasileiros, um núcleo menor mas atraente, destacam-se Lasar Segall, Di Cavalcanti, Cândido Portinari, Eliseu Visconti, Artur Timóteo da Costa, Henrique Bernardelli, Antônio Parreiras e Alberto da Veiga Guignard.
A seção de pintura estrangeira é pequena mas interessante, com nomes europeus da virada do século XIX para o XX, como Luigi Napoleone Grady, Jules Geoffroy, Rosa Bonheur, Joseph Bail e Franz von Lenbach, e latino-americanos contemporâneos como Juan Ventayol e Carlos Páez Vilaró.

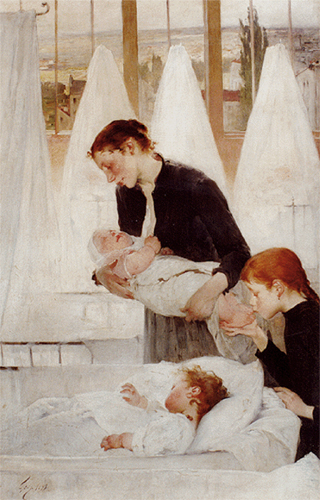
Jean Geoffroy: A creche óleo sobre tela, 1899
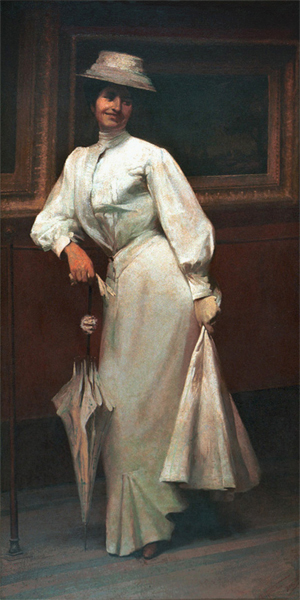
Arthur Timótheo da Costa: A dama de branco, óleo sobre tela, 1906
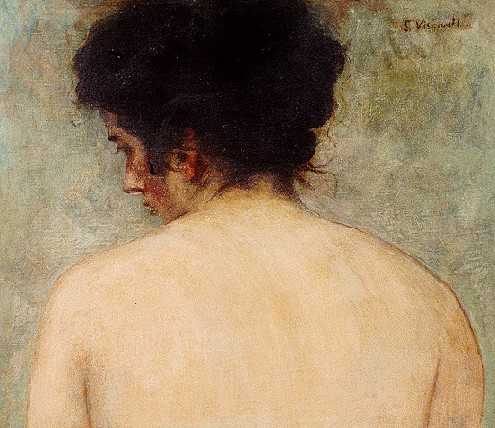
Eliseu Visconti: Dorso de Mulher, óleo sobre tela, c.1895

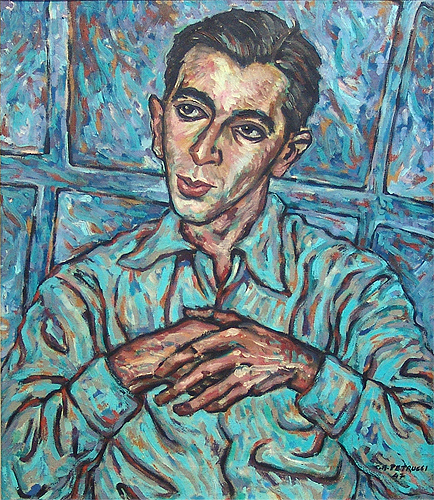
Carlos Alberto Petrucci: Retrato de José Lewgoy, óleo sobre tela, 1947
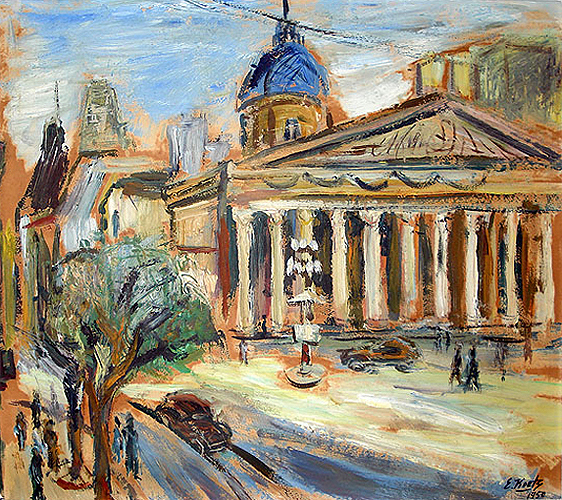
Edgar Koetz: Catedral de Buenos Aires, óleo sobre tela, 1950
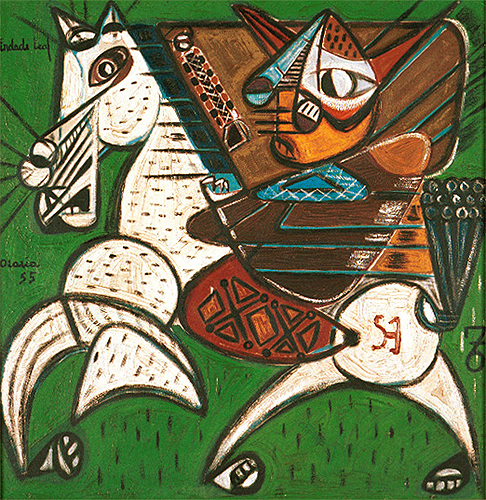
Geraldo Trindade Leal: Ginete, óleo sobre tela, 1955.

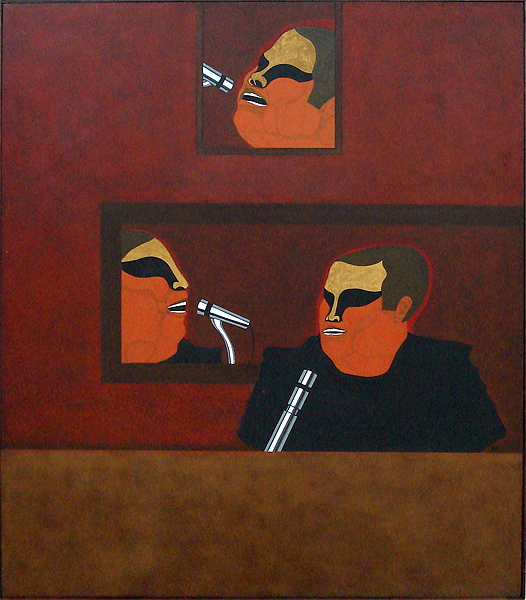
Carlos Carrion de Britto Velho: Pintura n° 2, acrílico sobre tela, 1977.
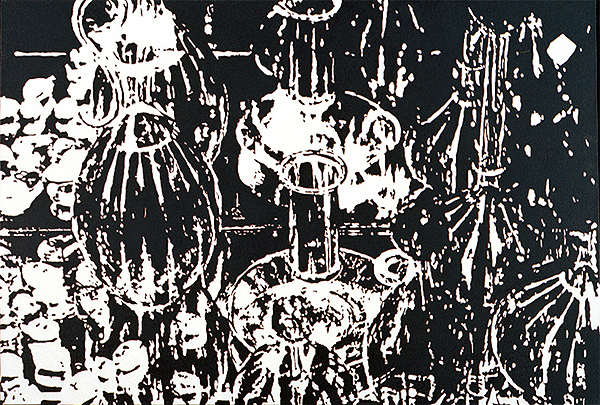
Mário Röhnelt: sem título, acrílico sobre tela, 1991.
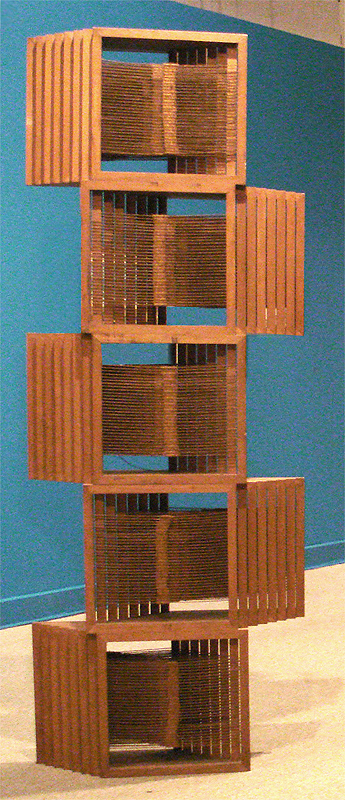
Heloísa Crocco: Eco II, madeira e fibras, 1978.
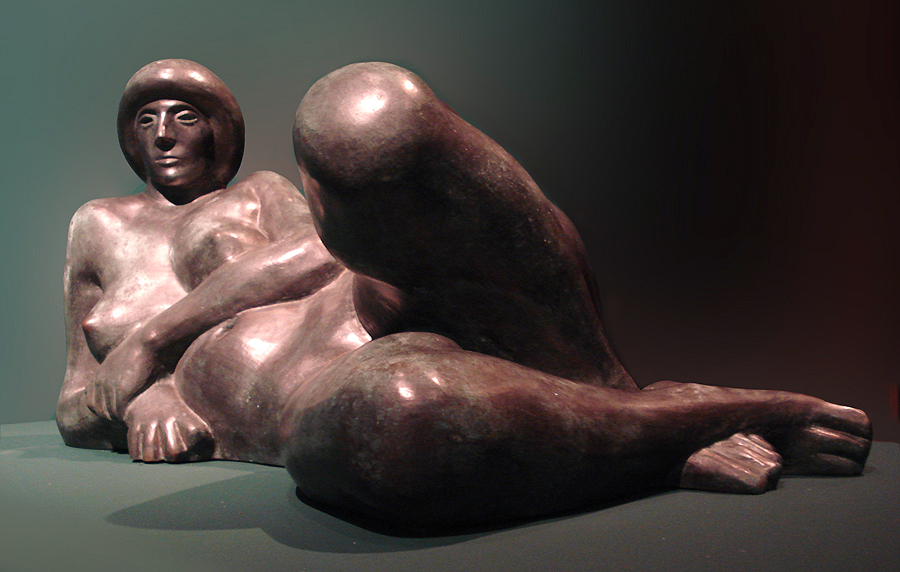
Vasco Prado: Modelo em repouso, bronze, 1988

### Tridimensionais
Também modesta é a seção de arte tridimensional, mas conta com algumas belas produções em bronze, madeira e mármore de Vasco Prado, Guma, Sônia Ebling, Francisco Stockinger, Antônio Caringi, Carlos Tenius, Girolamo Pilotto, Mauro Fuke e Rodolfo Bernardelli, e peças em cerâmica de Marlies Ritter, Nélide Bertolucci, Alice Yamamura, Eduardo Cruz e Wilbur Olmedo, dentre outros.
Também podem ser incluídas na seção de obras tridimensionais algumas instalações contemporâneas, com poucas peças, mas ilustrativas da produção de Regina Silveira, Romanita Disconzi e Carlos Asp, por exemplo, e outras categorizadas como objetos, dos quais são interessantes as obras de Waltércio Caldas e Avatar Moraes.